# Miss Peregrines hem för besynnerliga barn (film)
Miss Peregrines hem för besynnerliga barn (originaltitel: Miss Peregrine's Home for Peculiar Children) är en amerikansk fantasy-äventyrsfilm baserad på boken med samma namn av Ransom Riggs. Filmen är regisserad av Tim Burton och skriven av Jane Goldman. Den hade biopremiär den 30 september 2016.

## Rollista (i urval)
- Asa Butterfield – Jacob Portman
- Eva Green – Miss Peregrine
- Samuel L. Jackson – Mr. Barron
- Chris O'Dowd – Franklin Portman
- Allison Janney – Dr. Golan
- Terence Stamp – Abraham Portman
  - Callum Wilson – Abraham Portman som ung
- Judi Dench – Miss Avocet
- Kim Dickens – Maryann Portman
- Rupert Everett –  John Lamont, ornitolog
- Ella Purnell – Emma